# Họ Chim di
Họ Chim di, danh pháp khoa học Estrildidae, là một họ chim thuộc bộ Sẻ (Passeriformes). Họ này gồm những loài chim nhỏ có nơi sinh sống là những khu vực nhiệt đới ấm, chỉ một số ít thích nghi với khí hậu lạnh hơn ở Úc. Loài nhỏ nhất trong họ này là Nesocharis shelleyi dài chỉ 8,3 cm, còn loài nhẹ nhất là Estrilda troglodytes chỉ nặng 6 g. Loài lớn nhất là sẻ Java (Padda oryzivora), dài 17 cm (6,7 inch) và nặng 25 g. Thức ăn của chúng là các loại hạt và côn trùng nhỏ. Chúng đẻ từ 5-10 trứng mỗi lứa.

## Danh sách các loài
Chi Parmoptila: chi Ăn kiến
- Parmoptila rubrifrons: Ăn kiến Jameson
- Parmoptila woodhousei: Ăn kiến Woodhouse

Chi Nigrita: Sẻ đen
- Nigrita bicolor: Sẻ đen ngực nâu

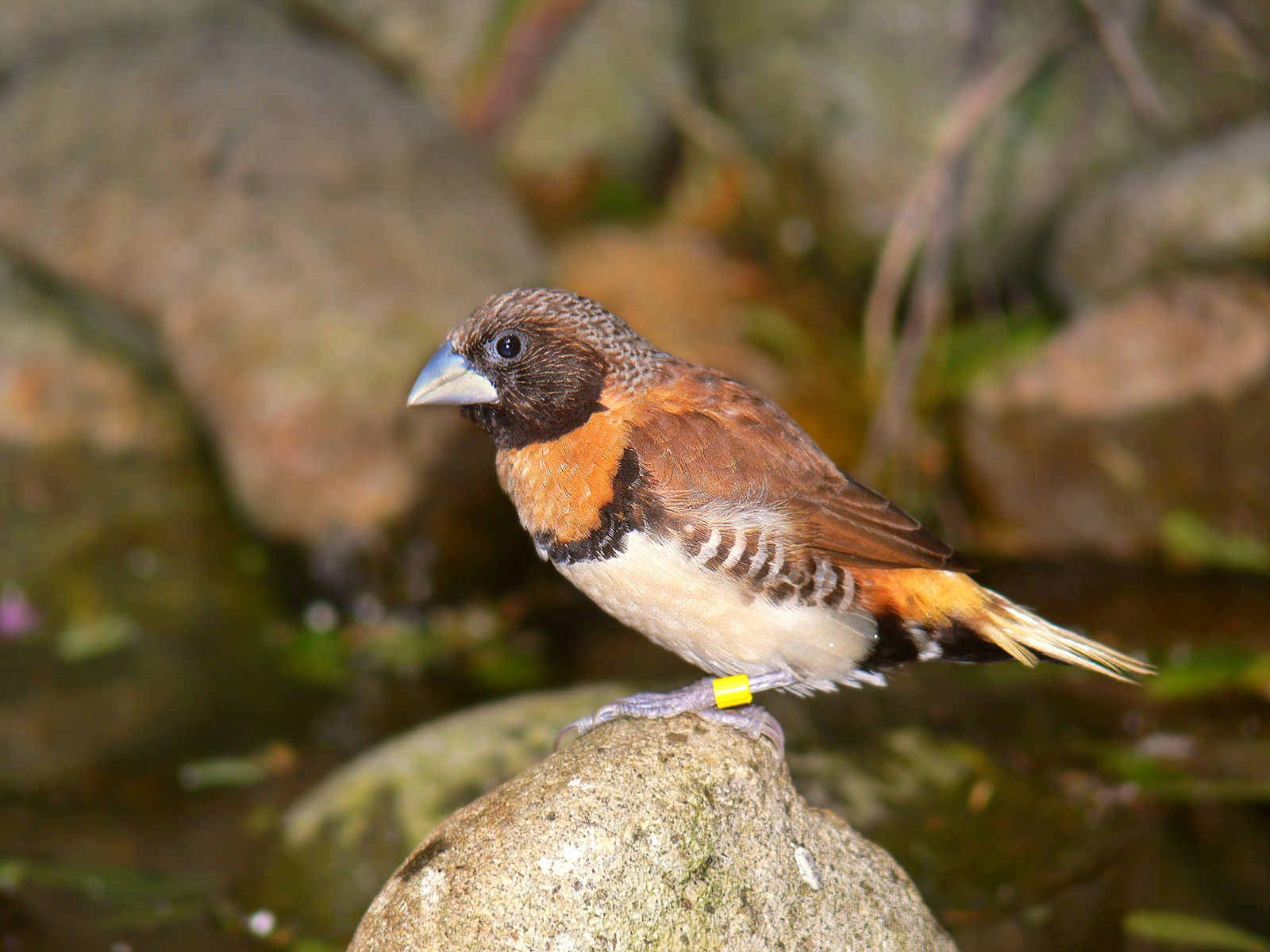
Mannikin ngực nâu, Lonchura castaneothorax

- Nigrita canicapilla: Sẻ đen đầu xám
- Nigrita fusconota: Sẻ đen ngực trắng
- Nigrita luteifrons: Sẻ đen trán nhạt

Chi Nesocharis: Sẻ lưng xanh
- Nesocharis ansorgei: Sẻ lưng xanh cổ trắng
- Nesocharis capistrata: Sẻ lưng xanh đầu xám
- Nesocharis shelleyi: Sẻ lưng xanh Fernando Po

Chi Pytilia
- Pytilia afra
- Pytilia hypogrammica
- Pytilia melba
- Pytilia phoenicoptera

Chi Mandingoa
- Mandingoa nitidula: Sẻ hai đốm lưng xanh

Chi Cryptospiza: Sẻ cánh đỏ
- Cryptospiza jacksoni: Sẻ cánh đỏ tối màu
- Cryptospiza reichenovii: Sẻ cánh đỏ mặt đỏ
- Cryptospiza salvadorii: Sẻ cánh đỏ Abyssinia
- Cryptospiza shelleyi: Sẻ cánh đỏ Shelley

Chi Pyrenestes
- Pyrenestes minor
- Pyrenestes ostrinus
- Pyrenestes sanguineus

Chi Spermophaga: Sẻ mỏ xanh
- Spermophaga haematina: Sẻ mỏ xanh miền tây
- Spermophaga poliogenys: Sẻ mỏ xanh Grant
- Spermophaga ruficapilla: Sẻ mỏ xanh đầu đỏ

Chi Clytospiza
- Clytospiza monteiri: Sẻ hai đốm nâu

Chi Hypargos
- Hypargos margaritatus: Sẻ hai đốm họng hồng
- Hypargos niveoguttatus: Sẻ hai đốm Peters

Chi Euschistospiza
- Euschistospiza cinereovinacea: Sẻ hai đốm tối màu
- Euschistospiza dybowskii: Sẻ hai đốm Dybowski

Chi Lagonosticta: Sẻ lửa
- Lagonosticta landanae: Sẻ lửa mỏ nhạt
- Lagonosticta larvata
- Lagonosticta nitidula: Sẻ lửa nâu
- Lagonosticta rara: Sẻ lửa bụng đen
- Lagonosticta rhodopareia: Sẻ lửa Jameson
- Lagonosticta rubricata: Sẻ lửa châu Phi
- Lagonosticta rufopicta: Sẻ lửa ngực vạch
- Lagonosticta sanguinodorsalis: Sẻ lửa núi
- Lagonosticta senegala: Sẻ lửa mỏ đỏ
- Lagonosticta umbrinodorsalis: Sẻ lửa Reichenow
- Lagonosticta vinacea
- Lagonosticta virata: Sẻ lửa Mali

Chi Uraeginthus
- Uraeginthus angolensis
- Uraeginthus bengalus
- Uraeginthus cyanocephalus
- Uraeginthus granatinus: mỏ sáp tai tím
- Uraeginthus ianthinogaster

Chi Estrilda: chi Mỏ sáp
- Estrilda astrild: Mỏ sáp thường
- Estrilda atricapilla: Mỏ sáp đầu đen
- Estrilda caerulescens: Mỏ sáp tím
- Estrilda charmosyna: Mỏ sáp huyệt đỏ
- Estrilda erythronotos: Mỏ sáp má đen
- Estrilda melanotis
- Estrilda melpoda: Mỏ sáp má cam
- Estrilda nigriloris: Mỏ sáp mí mắt đen
- Estrilda nonnula: Mỏ sáp mào đen
- Estrilda ochrogaster
- Estrilda paludicola
- Estrilda perreini: Mỏ sáp đuôi đen
- Estrilda poliopareia
- Estrilda poliopareia: Mỏ sáp Anambra
- Estrilda quartinia
- Estrilda rhodopyga: Mỏ sáp huyệt đỏ thẫm
- Estrilda rufibarba: Mỏ sáp Ả Rập
- Estrilda thomensis: Mỏ sáp Cinderella
- Estrilda troglodytes: Mỏ sáp huyệt đen

Chi Amandava: chi Mai hoa
- Amandava amandava: Mai hoa[1]
- Amandava formosa: Mai hoa xanh
- Amandava subflava: Mỏ sáp vằn, còn biết đến như là mỏ sáp ngực cam

Chi Ortygospiza
- Ortygospiza atricollis
- Ortygospiza gabonensis
- Ortygospiza locustella

Chi Emblema
- Emblema pictum: Đuôi lửa sơn

Chi Stagonopleura
- Stagonopleura bella: Đuôi lửa đẹp
- Stagonopleura oculata: Đuôi lửa tai đỏ
- Stagonopleura guttata: Đuôi lửa kim cương

Chi Oreostruthus
- Oreostruthus fuliginosus: Đuôi lửa núi
- Chi Neochmia
- Neochmia modesta: Sẻ đầu tía đỏ, còn biết đến như là sẻ anh đào
- Neochmia phaeton: Sẻ đỏ
- Neochmia ruficauda: Sẻ sao
  - N. r. subclarescens
  - N. r. clarescens
  - N. r. ruficauda
- Neochmia temporalis: Đuôi lửa mày đỏ

Chi Taeniopygia
- Taeniopygia bichenovii: Sẻ hai sọc, còn biết đến như là sẻ Bicheno hay sẻ cú
- Taeniopygia castanotis: Sẻ tai nâu
- Taeniopygia guttata: Sẻ vằn
  - T. g. guttata
  - T. g. castanotis

Chi Poephila
- Poephila acuticauda: Sẻ đuôi dài
- Poephila cincta: Sẻ họng đen
  - P. c. cincta
  - P. c. atropygialis
- Poephila personata: Sẻ mặt nạ
- Chi Erythrura
- Erythrura hyperythra: Di ngực hung
- Erythrura prasina: Di xanh[1]
- Erythrura viridifacies: Di mặt xanh
- Erythrura tricolor: Di ba màu
- Erythrura trichroa: Di mặt lam
- Erythrura coloria: Di tai đỏ
- Erythrura papuana: Di Papua
- Erythrura psittacea: Di họng đỏ
- Erythrura pealii: Di Fiji
- Erythrura cyaneovirens: Di đầu đỏ
- Erythrura regia
- Erythrura kleinschmidti

Chi Chloebia
- Chloebia gouldiae: Sẻ Gouldia

Chi Lonchura
- Lonchura atricapilla: Di nâu
- Lonchura bicolor: Di khoang
- Lonchura caniceps: Di đầu xám
- Lonchura cantans: Di châu Phi
- Lonchura castaneothorax: Di ngực nâu
- Lonchura cucullata: Di vàng đồng
- Lonchura ferruginosa: Di mào trắng
- Lonchura flaviprymna: Di huyệt vàng
- Lonchura forbesi: Di New Ireland
- Lonchura fringilloides: Di ác là
- Lonchura fuscans: Di tối màu
- Lonchura grandis: Di Grand
- Lonchura griseicapilla: Di đầu xám
- Lonchura hunsteini: Di vằn
- Lonchura kelaarti: Di họng đen, còn biết đến như là di Jerdon
- Lonchura leucogastra: Di bụng trắng
- Lonchura leucogastroides: Di Java
- Lonchura maja: Di đầu trắng[1]
- Lonchura malabarica: Di Ấn Độ, còn biết đến như là di họng trắng
- Lonchura malacca: Di đầu đen hay di ba màu [1]
- Lonchura melaena: Di Bismarck
- Lonchura molucca: Di mặt đen
- Lonchura montana: Di núi tuyết
- Lonchura monticola: Di núi
- Lonchura nana: Di Madagascar
- Lonchura nevermanni: Di mào xám
- Lonchura nigerrima: Di New Hanover
- Lonchura nigriceps: Di lưng nâu
- Lonchura pallida: Di đầu nhạt
- Lonchura pallidiventer: Di bụng kem
- Lonchura punctulata: Di đá[1]
- Lonchura quinticolor: Di ngũ sắc
- Lonchura spectabilis: Di Hooded
- Lonchura striata: Di cam[1]
- Lonchura stygia: Di đen
- Lonchura teerinki: Di ngực đen
- Lonchura tristissima: Di đầu vạch
  - L. t. leucosticta
  - L. t. tristissima
- Lonchura vana: Di sọc xám

Chi Heteromunia
- Heteromunia pectoralis: Di Pictorella

Chi Padda
- Padda fuscata: Sẻ tối màu Timor
- Padda oryzivora: Sẻ Java

Chi Amadina
- Amadina erythrocephala: Sẻ mặt đỏ
- Amadina fasciata: Sẻ họng đỏ